# Nicolas Habart
Nicolas Habart, né à Granville et mort le  29 septembre 1431, est un évêque de Bayeux du XVe siècle. 

## Biographie
Nicolas Habart est élu  évêque en 1419 par le chapitre de Bayeux.  En 1422 Nicolas obtient du roi d'Angleterre une partie des revenus épiscopaux à la condition de présenter ses bulles au chancelier de Normandie ou à lui-même. Dès la première année de son épiscopat, l'évêque de Bayeux a consacré à Paris l'église des Billettes. Henri VI le nomme en  1421 avec d'autres prélats, pour traiter avec les ambassadeurs d'Alphonse, roi d'Aragon, et de Jean II et de Blanche, roi et reine de Navarre.
En 1431, il  est  l'un des juges qui condamnent au feu comme hérétique, sorcière et relapse, Jeanne d'Arc. Il répare presque aussitôt l'honneur de sa victime, en avouant son innocence et en la déclarant immolée à la jalousie des anglais.